# Hesham Khalil
Hesham Shaaban Khalil (in arabo هشام شعبان خليل‎?; 8 novembre 1963) è un ex cestista egiziano.

## Carriera
Con l'Egitto ha disputato i Giochi olimpici di Seul 1988 e i Campionati mondiali del 1990.